# 18110 HASI
18110 HASI este un asteroid din centura principală de asteroizi.

## Descriere
18110 HASI este un asteroid din centura principală de asteroizi. A fost descoperit pe 5 iulie 2000 la Stația Anderson Mesa în cadrul programului LONEOS. El prezintă o orbită caracterizată de o semiaxă mare de 2,34 ua, o excentricitate de 0,14 și o înclinație de 4,2° în raport cu ecliptica.